# Hautnah (Theaterstück)

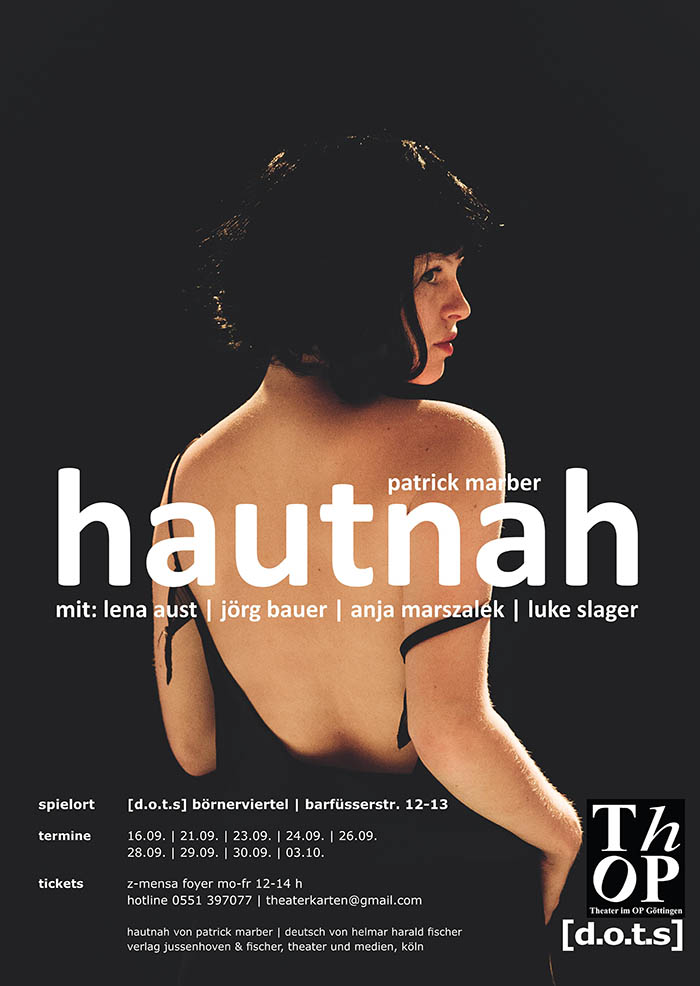
Plakat der Theateraufführung Hautnah von Patrick Marber, Theater im OP (ThOP) Gastspiel im [dots], Göttingen 2015

Hautnah ist ein Theaterstück von Patrick Marber, das 2004 von Mike Nichols auf der Basis von Marbers Drehbuch als Hautnah verfilmt wurde. Das Stück hatte am 15. März 1999 seine Premiere im Music Box Theater am Broadway in New York City mit Anna Friel als Alice, Rupert Graves als Dan, Ciarán Hinds als Larry und Natasha Richardson als Anna. Es wurde 172-mal aufgeführt und wurde 1999 für den Tony Award als bestes Theaterstück nominiert. Hautnah wurde auch im deutschsprachigen Raum in vielen Städten gespielt.

## Handlung
Stück und Film erzählen in kurzen Szenen von den miteinander verknüpften Beziehungen und Schicksalen des Schriftstellers Dan, der Stripperin Alice, der Photographin Anna und des Arztes Larry.
Inmitten von London begegnen sich der erfolglose Schriftsteller Dan und die gerade von New York nach England gekommene Alice und verlieben sich sofort ineinander. Dan verlässt für sie seine aktuelle Freundin. Als Dan ein Jahr später für einen auf Alice’ Leben basierenden Roman fotografiert werden soll, flirtet er mit der Photographin Anna. Als sie ihn abweist, gibt er sich auf einer Sex-Seite im Internet gegenüber dem Arzt Larry als Anna aus und arrangiert ein Treffen der beiden. Doch Anna und Larry verstehen sich und beginnen eine Beziehung, in deren Verlauf beide heiraten. Doch auch dieses Glück ist nicht von Dauer. Anna beginnt ein Verhältnis mit Dan und alle Protagonisten versinken immer tiefer in einem Strudel aus Sex, Gier, Verzweiflung und Lügen.
Anna trennt sich von Larry ebenso wie Dan von Alice. Während Anna und Dan ein neues Paar werden, geraten Larry und Alice aus der Bahn. Alice arbeitet wieder als Stripperin und wird von Larry aufgesucht.
Um ihren Ehemann dazu zu bringen, in die Scheidung einzuwilligen, schläft Anna mit Larry, doch als Dan dies erfährt, beendet er die Beziehung. Er sucht später Larry auf, der ihm erzählt, dass er wieder mit Anna zusammen sei und wo Alice lebt. Larry, der sich an Dan rächen will, informiert ihn aber auch darüber, dass er mit der Stripperin die Nacht verbrachte. Als Dan Alice dazu zwingt, dies zu offenbaren, beendet sie die Beziehung und kehrt nach New York zurück, wo sie schließlich stirbt. Auch Anna und Larry, die kurzzeitig wieder zusammen waren, sind am Ende getrennt.